# Mario Tennis Aces
Mario Tennis Aces (マリオテニス エース?, Mario Tenisu Ēsu) è l'ottavo capitolo della serie Mario Tennis. Annunciato per la prima volta durante il Nintendo Direct dell'11 gennaio 2018, il gioco è uscito per Nintendo Switch il 22 giugno dello stesso anno.

## Personaggi giocabili
Segue una lista dei personaggi che sono possibili da usare nel gioco, ognuno dei quali ha delle proprie caratteristiche.
| Personaggio         | Tipo        |
| ------------------- | ----------- |
| Mario               | Versatilità |
| Luigi               | Versatilità |
| Peach               | Tecnica     |
| Daisy               | Versatilità |
| Rosalinda           | Furbizia    |
| Yoshi               | Velocità    |
| Toad                | Velocità    |
| Toadette            | Tecnica     |
| Wario               | Potenza     |
| Waluigi             | Difesa      |
| Donkey Kong         | Potenza     |
| Bowser              | Potenza     |
| Bowser Jr.          | Difesa      |
| Boo                 | Furbizia    |
| Spunzo              | Potenza     |
| Categnaccio         | Potenza     |
| Koopa               | Velocità    |
| Calamako            | Furbizia    |
| Diddy Kong          | Velocità    |
| Strutzi             | Versatilità |
| Paratroopa          | Tecnica     |
| Tipo Timido         | Tecnica     |
| Pipino Piranha      | Potenza     |
| Sfavillotto         | Tecnica     |
| Boom Boom           | Difesa      |
| Pauline             | Velocità    |
| Kamek               | Furbizia    |
| Tartosso            | Furbizia    |
| Pianta Piranha falò | Tecnica     |
| Skelobowser         | Difesa      |

## Modalità di gioco
La modalità di gioco di Mario Tennis Aces si rifà a quella di Mario Tennis: Ultra Smash, ma con differenze ulteriori. Difatti, per la prima volta nella serie, si avrà a disposizione un indicatore di energia che si potrà sfruttare per mettere in atto delle strategie, tra le quali:
- il colpo intenso: il giocatore, attraverso i sensori di movimento, mira la direzione in cui lanciare con un colpo forte la pallina. Se la racchetta dell'avversario verrà colpita durante il lancio, subirà dei danni fino a rompersi, cosa che comporterà la sconfitta dell'avversario, se questi non possiede altre racchette. Tuttavia quest'ultimo ha la possibilità di bloccare i colpi se colpisce la palla con il tempismo giusto.

- la velocità intensa: il giocatore rallenta il tempo per colpire la pallina.

- il colpo speciale: il giocatore, sprecando la maggior parte dell'energia dell'indicatore, può sconfiggere gli avversari rompendogli la racchetta con un colpo solo, anche se questi possono, comunque, bloccare il colpo se la pallina è lanciata verso una direzione diversa dalla loro.

Man mano l'energia dell'indicatore scende, ma può essere aumentata o facendo dei passaggi con l'avversario o con il colpo tecnico che dovrà essere eseguito con un tempismo preciso per evitare la perdita di un punto.
Oltre alla classica modalità torneo, alla modalità multigiocatore (attraverso la quale è possibile giocare online o offline fino a 4, usando un unico Nintendo Switch) e alla nuova modalità Swing (caratterizzata dalla possibilità di giocare usando il Joy-Con come una vera racchetta), il gioco introduce anche la modalità avventura. 
Si tratta di una modalità storia, aspetto ripreso da Mario Power Tennis per GBA, caratterizzata da una struttura a livelli, da un livello di difficoltà molto alto, pur essendo variabile, e da delle sfide che si dovranno completare per procedere. La storia vede Mario percorrere un viaggio per ritrovare il fratello Luigi, scomparso durante un torneo, e per far luce sulla leggendaria racchetta del tempio di Solarius, in cui è imprigionata una forza misteriosa, Lucigna, responsabile della sparizione di Luigi stesso, che si impossessa di chiunque la utilizzi.